# السجناء السياسيون في الولايات المتحدة
احتجزت الولايات المتحدة طوال تاريخها وحتى الوقت الحاضر، سجناء سياسيين، وهم أشخاص يستند اعتقالهم إلى حد كبير إلى دوافع سياسية. من بين السجناء السياسيين البارزين في الولايات المتحدة الاشتراكيون المناهضون للحرب، ونشطاء حركة الحقوق المدنية، ومعارضو الخدمة العسكرية، ومعتقلو ملف الحرب على الإرهاب.

## التاريخ
يُعد مصطلح «السجين السياسي» مصطلحًا غامضًا بطبيعته ويشيع استخدامه للإشارة إلى الأشخاص المضطهدين بسبب معتقداتهم السياسية أو بسبب «تهديدهم» للحكومة. إن السجن لمجرد التعبير عن معتقدات سياسية أمر نادر في الولايات المتحدة، لأن حرية التعبير راسخة في القانون. أشارت مع ذلك العديد من جماعات حقوق الإنسان، كمنظمة العفو الدولية، إلى أمثلة متكررة للحكومات الفيدرالية وحكومات الولايات الأمريكية التي تستهدف الأشخاص المنتسبين إلى حركات المنشقين من أجل «إبطال تأثيرهم» من خلال تطبيق أحكام أشد قسوة على الجرائم الحقيقية أو «الملفقة»، كما هو الحال في مشروع كوينتيلبرو.

## السجناء السياسيون المزعومون البارزون الأوائل
ظل مفهوما «السجين السياسي» و«سجين الرأي» مفهومين رجعيين حتى فترة تداعيات ما بعد الحرب العالمية الثانية، التي شهدت إنشاء مجموعات حكومية ودولية لحقوق الإنسان كلجنة الأمم المتحدة المتصلة بحقوق الإنسان (1946) ومنظمة العفو الدولية (1961). اعتُقل السجناء أدناه قبل أو خلال هذه الحقبة:
- أليس بول (سُجنت عام 1917) وهي ناشطة نسوية، سُجنت بسبب اعتصامها السلمي من أجل حق المرأة في التصويت. وصفت بول نفسها صراحة بأنها سجينة سياسية بسبب جهودها التي أدت إلى التعديل التاسع عشر.[4] قادت ناشطات نسويات أخريات، اللاتي احتجزن بسبب الاعتصام من أجل حق المرأة في التصويت، جولة القطار المعروفة باسم بريزون سبيشال عام 1919.
- يوجين دبس (سُجن 1919-1921) اشتراكي مناهض للحرب، أُدين بعشر تهم بالتحريض على الفتنة. حُكم عليه، في 18 سبتمبر 1918، بالسجن لمدة عشر سنوات ونزع حق الاقتراع مدى الحياة. سُجن دبس في 13 أبريل 1919، وأدت الاحتجاجات على سجنه إلى أعمال شغب في عيد العمال عام 1919. ترشح للرئاسة أثناء وجوده في السجن في انتخابات عام 1920، وحصل على 919.799 صوتًا (3.4 %)، وهو أعلى عدد من الأصوات لمرشح رئاسي من الحزب الاشتراكي الأمريكي.[5][6]
- أُدين ساكو وفانزيتي (سُجنا في الفترة ما بين 1921-1927) وكلاهما لا سلطويان، وأُعدما لقتلهما شخصين خلال عملية سرقة مسلحة بالإكراه. أدرجتهم كاثلين غاي في قائمة «السجناء السياسيين» ونقلت عن حاكم ولاية ماساتشوستس مايكل دوكاكيس قوله «تخلل محاكمتهم واستئنافاتهم التحيز ضد الأجانب والعداء تجاه الآراء السياسية غير التقليدية».[7]
- أنجيلو هيرندون (سُجن 1933-1937) ناشط عمالي أمريكي من أصل أفريقي وعضو في الحزب الشيوعي الأمريكي، أُدين بالتمرد بعد أن قاد مظاهرة سلمية كبيرة للعمال السود والبيض العاطلين عن العمل في أتلانتا. قُبض على أنجيلو، في اليوم التالي للمظاهرة، وعُثر بحوزته على منشورات شيوعية. اتهم المدعي العام لمقاطعة فولتن، جون هدسون، أنجيلو بـ«التحريض على التمرد» بموجب قانون العبيد لعام 1861 الذي حدد عقوبة الإعدام لتهمة حيازة أو توزيع الأدب التحريضي.[4] أعلن هدسون أن محاكمة هيرندون كانت أيضًا محاكمة «لينين وستالين وتروتسكي وكيرينسكي، وكل شخص أبيض آمن بضرورة اتحاد السود والبيض بغرض إنشاء جمهورية سوفيتية زنجية في منطقة الحزام الأسود في جنوب أمريكا». وجدت هيئة محلفين من البيض أنجيلو مذنبًا وحُكم عليه بالسجن من 18 إلى 20 عامًا. حصل أنجيلو على استئناف وأُطلق سراحه بكفالة في ديسمبر 1934. أيدت المحكمة العليا الجورجية في ما بعد الإدانة الأصلية واضطر إلى العودة إلى السجن في أكتوبر 1935. استمعت المحكمة العليا الأمريكية إلى القضية في أبريل 1937، وحكمت لصالح أنجيلو في قرار بأغلبية 5-4، ما أخمد تمرد ولاية جورجيا بسبب انتهاك التعديل الأول لدستور الولايات المتحدة.[4]
- جوليوس وإيثل روزنبرغ (سُجنا في الفترة 1951-1953) وهما جاسوسان لصالح الاتحاد السوفيتي، وأول أمريكيين يتلقيان عقوبة الإعدام بتهمة التجسس. أدرجتهم غاي في قائمة السجناء السياسيين، ويرجع ذلك جزئيًا إلى الأحكام المفرطة بحقهم: «لم تعدم الولايات المتحدة أي جاسوس مدان آخر، ولا حتى رودولف آبل، سيد جواسيس الاتحاد السوفيتي في الولايات المتحدة، خلال الحرب الباردة بأكملها».[8]
- مارتن لوثر كينغ الابن وهو مناهض للعنصرية ولم يُسجن لفترة طويلة، لكنه اعتُقل 29 مرة بين عامي 1956 و1964. غالبًا ما يُطلق عليه اسم سجين رأي لمعارضته السلمية للعزل العنصري في الولايات المتحدة.
- روزا باركس (اعتُقلت عام 1956) وهي ناشطة مناهضة للعنصرية، تُعرف عمومًا بأنها سجينة رأي بسبب عصيانها المدني ضد الفصل العنصري في حافلة مونتغومري. ناضلت باركس في السبعينيات، في سبيل حرية السجناء السياسيين في الولايات المتحدة، وخاصة القضايا التي تنطوي على الدفاع عن النفس. ساعدت في تأسيس تيار ديترويت للجنة جوان ليتل للدفاع، ودعمت لجان الدفاع عن السجناء الآخرين، ودعمت ويلمنجتون تن، وإيماري أوباديلي، وغاري تايلر. عندما برأت المحكمة أنجيلا ديفيس، قدمتها باركس إلى جمهور مكون من 12,000 شخص بصفتها «أختًا عزيزة تعرضت لاضطهاد شديد».[9]